# Eredivisie 2019-20
L'Eredivisie 2020-21 va ser la 64a temporada de l'Eredivisie, la primera divisió de futbol neerlandesa des de la seva creació el 1955. La temporada va començar el 2 d'agost de 2019 i es va suspendre el 12 de març de 2020 a causa de la pandèmia de la COVID-19. La temporada fou suspesa el 24 d'abril.
L'Ajax va ser el campió. FC Twente, RKC Waalwijk i Sparta Rotterdam foren els clubs ascendits de l'Eerste Divisie 2018–19. Van substituir NAC Breda, SBV Excelsior i De Graafschap que van quedar relegats a l'Eerste Divisie 2019-20.

## Efectes de la pandèmia COVID-19
El 12 de març de 2020, totes les lligues de futbol es van suspendre fins al 31 de març, ja que el govern neerlandès va prohibir esdeveniments a causa de la pandèmia de la COVID-19. El 15 de març aquest termini es va ampliar fins al 6 d'abril. Després de la decisió del govern neerlandès de prohibir totes les reunions i esdeveniments fins a l'1 de juny de 2020, aquest període es va ampliar encara més.
El 2 d'abril, diversos clubs com l'Ajax, l'AZ i el PSV van indicar que no estaven disposats a jugar la resta de la temporada.
El govern dels Països Baixos va anunciar el 21 d'abril que tots els esdeveniments subjectes a autorització romandrien prohibits com a mínim fins a l'1 de setembre de 2020. Com a resultat, el KNVB va anunciar el mateix dia que no tenia intenció de reprendre la temporada 2019-20. La decisió final es prendria després de consultar amb la UEFA i debatre les conseqüències amb els clubs implicats.
El 24 d'abril de 2020, la KNVB va anunciar la seva decisió final:
- La classificació del 8 de març de 2020 és la classificació final, però l'Ajax no serà campió.
- No hi haurà ascens ni descens entre l'Eredivisie i l'Eerste Divisie.
- Les places europees s'assignaran en funció del rànquing del 8 de març: Lliga de Campions per a l'Ajax i l'AZ, i Lliga Europa per al Feyenoord, el PSV i el Willem II.

La KNVB tenia la intenció de reprendre la temporada el 19 de juny a porta tancada, però va anunciar en un comunicat que la decisió del govern de prohibir tots els esdeveniments públics fins al setembre va fer impossible acabar la temporada a temps.

## Equips
Un total de 18 equips van participar en la lliga.

### Estadis i emplaçaments
| Club             | Localització | Seu                      | Capacitat |
| ---------------- | ------------ | ------------------------ | --------- |
| ADO Den Haag     | La Haia      | Cars Jeans Stadion       | 15,000    |
| Ajax             | Amsterdam    | Johan Cruyff Arena       | 54,990    |
| AZ Alkmaar       | Alkmaar      | AFAS Stadion             | 17,023    |
| Emmen            | Emmen        | De Oude Meerdijk         | 08,600    |
| Feyenoord        | Rotterdam    | De Kuip                  | 52,000    |
| Fortuna Sittard  | Sittard      | Fortuna Sittard Stadion  | 10,300    |
| FC Groningen     | Groningen    | Noordlease Stadion       | 22,550    |
| Heerenveen       | Heerenveen   | Abe Lenstra Stadion      | 27,224    |
| Heracles Almelo  | Almelo       | Erve Asito               | 12,080    |
| PEC Zwolle       | Zwolle       | MAC³PARK Stadion         | 14,000    |
| PSV Eindhoven    | Eindhoven    | Philips Stadion          | 36,500    |
| RKC Waalwijk     | Waalwijk     | Mandemakers Stadion      | 07,500    |
| Sparta Rotterdam | Rotterdam    | Het Kasteel              | 11,000    |
| FC Twente        | Enschede     | De Grolsch Veste         | 30,205    |
| Utrecht          | Utrecht      | Stadion Galgenwaard      | 23,750    |
| SBV Vitesse      | Arnhem       | GelreDome                | 21,248    |
| VVV-Venlo        | Venlo        | Seacon Stadion – De Koel | 08,000    |
| Willem II        | Tilburg      | Koning Willem II Stadion | 14,500    |

L'AZ només va jugar el seu primer partit a casa a l'AFAS Stadion a causa de l'enfonsament del sostre de l'estadi el 10 d'agost de 2019. Des d'aleshores, van jugar els seus partits a casa al Cars Jeans Stadion, amb capacitat per a 17.000 persones, a La Haia, estadi seu de l'ADO Den Haag. L'AZ va tornar al seu AFAS Stadion "sense sostre" per al partit contra l'Ajax el 15 de desembre de 2019.

### Personal i equipacions
Nota: Les banderes indiquen l'equip nacional tal com s'ha definit a les regles d'elegibilitat de la FIFA. Els jugadors i entrenadors poden tenir més d'una nacionalitat no FIFA.
| Equip            | Entrenador             | Capità           | Fabricant de l'equipació | Espònsor de la samarreta                         |
| ---------------- | ---------------------- | ---------------- | ------------------------ | ------------------------------------------------ |
| ADO Den Haag     | Alan Pardew            | Aaron Meijers    | Erreà                    | Cars Jeans                                       |
| Ajax             | Erik ten Hag           | Dušan Tadić      | Adidas                   | Ziggo                                            |
| AZ Alkmaar       | Arne Slot              | Teun Koopmeiners | Under Armour             | AFAS Software                                    |
| Emmen            | Dick Lukkien           | Anco Jansen      | Hummel                   | Hitachi Capital Mobility                         |
| Feyenoord        | Dick Advocaat          | Steven Berghuis  | Adidas                   | Droomparken                                      |
| Fortuna Sittard  | Sjors Ultee            | Wessel Dammers   | Masita                   | Sparr Finance                                    |
| FC Groningen     | Danny Buijs            | Mike te Wierik   | Puma                     | Payt                                             |
| Heerenveen       | Johnny Jansen          | Hicham Faik      | Jako                     | Ausnutria                                        |
| Heracles Almelo  | Frank Wormuth          | Robin Pröpper    | Acerbis                  | Asito                                            |
| PEC Zwolle       | John Stegeman          | Bram van Polen   | Craft                    | Molecaten                                        |
| PSV Eindhoven    | Ernest Faber (ad int.) | Ibrahim Afellay  | Umbro                    | Metropoolregio Brainport Eindhoven               |
| RKC Waalwijk     | Fred Grim              | Kevin Vermeulen  | Stanno                   | Mandemakers Keukens                              |
| Sparta Rotterdam | Henk Fraser            | Adil Auassar     | Robey                    | D&S Groep                                        |
| FC Twente        | Gonzalo García García  | Wout Brama       | Sondico                  | Pure Energie                                     |
| Utrecht          | John van den Brom      | Willem Janssen   | Nike                     | Zorg van de zaak                                 |
| SBV Vitesse      | Edward Sturing         | Bryan Linssen    | Nike                     | Royal Burgers' Zoo & Netherlands Open Air Museum |
| VVV-Venlo        | Hans de Koning         | Danny Post       | Masita                   | Seacon Logistics                                 |
| Willem II        | Adrie Koster           | Jordens Peters   | Robey                    | Destil                                           |

### Canvis d'entrenador
| Equip           | Entrenador sortint          | Manera de sortida     | Data de sortida  | Posició a la taula | Reemplaçat per              | Data de nomenament |
| --------------- | --------------------------- | --------------------- | ---------------- | ------------------ | --------------------------- | ------------------ |
| Feyenoord       | Giovanni van Bronckhorst    | Fi del contracte      | 1 juliol 2019    | Pretemporada       | Jaap Stam                   | 1 juny 2019        |
| AZ Alkmaar      | John van den Brom           | Fi del contracte      | 1 juliol 2019    | Pretemporada       | Arne Slot                   | 1 juliol 2019      |
| Utrecht         | Dick Advocaat               | Fi del contracte      | 1 juliol 2019    | Pretemporada       | John van den Brom           | 1 juliol 2019      |
| FC Twente       | Marino Pušić                | Cessat                | 1 juliol 2019    | Pretemporada       | Gonzalo García García       | 1 juliol 2019      |
| PEC Zwolle      | Jaap Stam                   | Fitxat pel Feyenoord  | 1 juliol 2019    | Pretemporada       | John Stegeman               | 1 juliol 2019      |
| Fortuna Sittard | René Eijer                  | Mutu acord            | 1 juliol 2019    | Pretemporada       | Sjors Ultee                 | 1 juliol 2019      |
| VVV-Venlo       | Maurice Steijn              | Fitxat per l'Al Wahda | 9 juny 2019      | Pretemporada       | Robert Maaskant             | 1 juliol 2019      |
| Feyenoord       | Jaap Stam                   | Dimissió              | 28 octubre 2019  | 12è                | Dick Advocaat               | 30 octubre 2019    |
| VVV-Venlo       | Robert Maaskant             | Cessat                | 11 novembre 2019 | 17è                | nl (Jay Driessen) (ad int.) | 15 novembre 2019   |
| SBV Vitesse     | Leonid Slutski              | Dimissió              | 29 novembre 2019 | 6è                 | Joseph Oosting (ad int.)    | 3 desembre 2019    |
| ADO Den Haag    | Alfons Groenendijk          | Dimissió              | 2 desembre 2019  | 17è                | Dirk Heesen (ad int.)       | 2 desembre 2019    |
| PSV Eindhoven   | Mark van Bommel             | Cessat                | 16 desembre 2019 | 4t                 | Ernest Faber (ad int.)      | 16 desembre 2019   |
| VVV-Venlo       | nl (Jay Driessen) (ad int.) | Fi de l'interinatge   | 19 desembre 2019 | 16è                | Hans de Koning              | 19 desembre 2019   |
| ADO Den Haag    | Dirk Heesen (ad int.)       | Fi de l'interinatge   | 24 desembre 2019 | 17è                | Alan Pardew                 | 24 desembre 2019   |
| SBV Vitesse     | Joseph Oosting (ad int.)    | Fi de l'interinatge   | 30 desembre 2019 | 6è                 | Edward Sturing              | 30 desembre 2019   |

## Classificacions
| Pos | Equip            | PJ | PG | PE | PP | GF | GC | DG  | Pts | Classificació o descens                                        |
| --- | ---------------- | -- | -- | -- | -- | -- | -- | --- | --- | -------------------------------------------------------------- |
| 1   | AFC Ajax         | 25 | 18 | 2  | 5  | 68 | 23 | +45 | 56  | Qualification for the Champions League group stage             |
| 2   | AZ Alkmaar       | 25 | 18 | 2  | 5  | 54 | 17 | +37 | 56  | Qualification for the Champions League second qualifying round |
| 3   | Feyenoord        | 25 | 14 | 8  | 3  | 50 | 35 | +15 | 50  | Qualification for the Europa League group stage                |
| 4   | PSV Eindhoven    | 26 | 14 | 7  | 5  | 54 | 28 | +26 | 49  | Qualification for the Europa League third qualifying round     |
| 5   | Willem II        | 26 | 13 | 5  | 8  | 37 | 34 | +3  | 44  | Qualification for the Europa League second qualifying round    |
| 6   | FC Utrecht       | 25 | 12 | 5  | 8  | 50 | 34 | +16 | 41  |                                                                |
| 7   | SBV Vitesse      | 26 | 12 | 5  | 9  | 45 | 35 | +10 | 41  |                                                                |
| 8   | Heracles Almelo  | 26 | 10 | 6  | 10 | 40 | 34 | +6  | 36  |                                                                |
| 9   | FC Groningen     | 26 | 10 | 5  | 11 | 27 | 26 | +1  | 35  |                                                                |
| 10  | SC Heerenveen    | 26 | 8  | 9  | 9  | 41 | 41 | 0   | 33  |                                                                |
| 11  | Sparta Rotterdam | 26 | 9  | 6  | 11 | 41 | 45 | −4  | 33  |                                                                |
| 12  | FC Emmen         | 26 | 9  | 5  | 12 | 32 | 45 | −13 | 32  |                                                                |
| 13  | VVV-Venlo        | 26 | 8  | 4  | 14 | 24 | 51 | −27 | 28  |                                                                |
| 14  | FC Twente        | 26 | 7  | 6  | 13 | 34 | 46 | −12 | 27  |                                                                |
| 15  | PEC Zwolle       | 26 | 7  | 5  | 14 | 37 | 55 | −18 | 26  |                                                                |
| 16  | Fortuna Sittard  | 26 | 6  | 8  | 12 | 29 | 52 | −23 | 26  |                                                                |
| 17  | ADO Den Haag     | 26 | 4  | 7  | 15 | 25 | 54 | −29 | 19  |                                                                |
| 18  | RKC Waalwijk     | 26 | 4  | 3  | 19 | 27 | 60 | −33 | 15  |                                                                |

## Estadístiques de temporada

### Màxims golejadors
| Posició | Jugador            | Club            | Partits | Gols | Penaltis | Mitja |
| ------- | ------------------ | --------------- | ------- | ---- | -------- | ----- |
| 1       | Steven Berghuis    | Feyenoord       | 24      | 15   | 7        | 0.63  |
| 1       | Cyriel Dessers     | Heracles Almelo | 26      | 15   | 1        | 0.58  |
| 3       | Myron Boadu        | AZ Alkmaar      | 24      | 14   | 0        | 0.58  |
| 3       | Bryan Linssen      | SBV Vitesse     | 25      | 14   | 0        | 0.56  |
| 5       | Oussama Idrissi    | AZ Alkmaar      | 25      | 13   | 0        | 0.52  |
| 6       | Quincy Promes      | Ajax            | 20      | 12   | 0        | 0.6   |
| 6       | Tim Matavž         | SBV Vitesse     | 25      | 12   | 1        | 0.48  |
| 8       | Donyell Malen      | PSV Eindhoven   | 14      | 11   | 2        | 0.79  |
| 8       | Vanguelis Pavlidis | Willem II       | 25      | 11   | 1        | 0.44  |
| 8       | Haris Vučkić       | FC Twente       | 25      | 11   | 1        | 0.44  |
| 8       | Dušan Tadić        | Ajax            | 25      | 11   | 3        | 0.44  |
| 8       | Teun Koopmeiners   | AZ Alkmaar      | 25      | 11   | 9        | 0.44  |

### Hat-tricks
| Rnd | Jugador             | Club            | Gols                            | Data             | Local           | Marcador | Visitant        |
| --- | ------------------- | --------------- | ------------------------------- | ---------------- | --------------- | -------- | --------------- |
| 4   | Quincy Promes       | Ajax            | 50', 68', 83'                   | 25 setembre 2019 | Ajax            | 5–0      | Fortuna Sittard |
| 6   | Donyell Malen       | PSV Eindhoven   | 18', 36', 46', 83' (p), 89' (p) | 14 setembre 2019 | PSV Eindhoven   | 5–0      | SBV Vitesse     |
| 6   | Reza Ghoochannejhad | PEC Zwolle      | 60', 81', 83', 88'              | 15 setembre 2019 | PEC Zwolle      | 6–2      | RKC Waalwijk    |
| 11  | Mark Diemers        | Fortuna Sittard | 9', 26', 87' (p)                | 26 octubre 2019  | Fortuna Sittard | 4–1      | VVV-Venlo       |
| 13  | Cyriel Dessers      | Heracles Almelo | 56', 64', 82'                   | 9 novembre 2019  | Heracles Almelo | 6–1      | VVV-Venlo       |
| 15  | Noa Lang            | Ajax            | 32', 51', 70'                   | 1 desembre 2019  | FC Twente       | 2–5      | Ajax            |
| 17  | Steven Berghuis     | Feyenoord       | 19', 34' (p), 64' (p)           | 15 desembre 2019 | Feyenoord       | 3–1      | PSV Eindhoven   |

### Assistències
| Posició | Jugador         | Club             | Partits | Assistències | Mitja |
| ------- | --------------- | ---------------- | ------- | ------------ | ----- |
| 1       | Dušan Tadić     | Ajax             | 25      | 14           | 0.56  |
| 2       | Hakim Ziyech    | Ajax             | 21      | 12           | 0.57  |
| 3       | Steven Bergwijn | PSV Eindhoven    | 16      | 10           | 0.63  |
| 4       | Abdou Harroui   | Sparta Rotterdam | 26      | 08           | 0.31  |
| 5       | Steven Berghuis | Feyenoord        | 24      | 07           | 0.29  |
| 5       | Gyrano Kerk     | Utrecht          | 24      | 07           | 0.29  |
| 5       | Calvin Stengs   | AZ Alkmaar       | 25      | 07           | 0.28  |
| 5       | Mauro Júnior    | Heracles Almelo  | 26      | 07           | 0.27  |
| 9       | Bryan Smeets    | Sparta Rotterdam | 22      | 06           | 0.27  |
| 9       | Myron Boadu     | AZ Alkmaar       | 24      | 06           | 0.25  |
| 9       | Owen Wijndal    | AZ Alkmaar       | 24      | 06           | 0.25  |
| 9       | Cody Gakpo      | PSV Eindhoven    | 25      | 06           | 0.24  |
| 9       | Gustavo Hamer   | PEC Zwolle       | 25      | 06           | 0.24  |
| 9       | Cyriel Dessers  | Heracles Almelo  | 26      | 06           | 0.23  |

## Premis

### Premis mensuals
| Mes      | Jugador del Mes     | Jugador del Mes | Talent del Mes   | Talent del Mes | Ref           |
| Mes      | Jugador             | Club            | Jugador          | Club           | Ref           |
| -------- | ------------------- | --------------- | ---------------- | -------------- | ------------- |
| Agost    | Hakim Ziyech        | Ajax            | Owen Wijndal     | AZ Alkmaar     | [ 35 ] [ 36 ] |
| Setembre | Donyell Malen       | PSV             | Chidera Ejuke    | Heerenveen     | [ 37 ]        |
| Octubre  | Adam Maher          | Utrecht         | Lennart Czyborra | Heracles       | [ 38 ]        |
| Novembre | Cyriel Dessers      | Heracles Almelo | Owen Wijndal     | AZ Alkmaar     | [ 39 ]        |
| Desembre | Oussama Idrissi     | AZ Alkmaar      | Orkun Kökçü      | Feyenoord      | [ 40 ]        |
| Gener    | Oussama Idrissi     | AZ Alkmaar      | Luis Sinisterra  | Feyenoord      | [ 41 ]        |
| Febrer   | Thorsten Kirschbaum | VVV-Venlo       | Joey Veerman     | Heerenveen     | [ 42 ]        |